# Schear-Jaschub
Schear-Jaschub ist der Name des erstgeborenen Sohnes Jesajas im jüdischen Tanach und christlichen Alten Testament.

## Etymologie
Der Name Schear-Jaschub (hebräisch שְׁאָר יָשׁוּב schə’ār jāschûv) ist ein Satz, der als Eigenname verwendet wird. שְׁאָר schə’ār bedeutet „Rest“, יָשׁוּב jāschûv leitet sich von dem Verb schuv „umkehren“ ab. Möglich ist die Deutung als verkürzter Relativsatz ohne Relativpronomen, abhängig von „Rest“, so ergibt sich die Bedeutung „ein Rest, der zurückkehrt / umkehrt“. Fasst man aber, was wahrscheinlicher ist, den Namen als einfachen Satznamen bestehend aus Subjekt und Prädikat auf, so lässt sich „[nur] ein Rest / Überrest wird umkehren / zurückkehren“ übersetzen. Diese Satzstellung (Subjekt – Prädikat) weicht von der natürlichen Satzstellung im Hebräischen (Prädikat – Subjekt) ab, dadurch erhält das Subjekt eine besondere Betonung.
Die Septuaginta gibt den Namen als καταλειφθεὶς ιασουβ kataleiftheis iasub wieder.

## Biographie
Schear-Jaschub wird als erstgeborener Sohn des Propheten Jesaja in Jes 7,3  erwähnt. Sein Bruder Maher-Schalal-Hasch-Bas, der wie er einen symbolischen Namen trägt, erscheint in Jes 8,1–4 . Es ist nur berichtet, dass Jesaja zusammen mit Schear-Jaschub zu Ahas gehen soll. Inwieweit dies eine Symbolhandlung darstellt und ob diese Heil oder Unheil voraussagt, ist umstritten.